# Miguel Ángel Cárcamo Galván
Miguel Ángel Cárcamo Galván es un político peruano. Actualmente ocupa la alcaldía del distrito de Yauca, provincia de Caravelí, departamento de Arequipa.
Nació en Atiquipa, provincia de Caravelí, departamento de Arequipa, Perú, el 11 de septiembre de 1967, hijo de Julio Félix Cárcamo Aranda y Julia Nora Galván. Cursó sus estudios primarios y parte de los secundarios en la localidad de Yauca y los terminó en el Colegio Militar Leoncio Prado en El Callao.
Desde el año 2005 es miembro del movimiento regional Arequipa, Tradición y Futuro. Por ese movimiento se presentó como candidato a consejero regional de Arequipa por la provincia de Caravelí en las elecciones regionales del 2014 obteniendo la representación con el 36.601 de los votos. Durante su gestión fue nombrado presidente del consejo regional en el periodo 2018. En las elecciones municipales del 2018 se presentó por el partido Alianza para el Progreso como candidato a la alcaldía del distrito de Yauca obteniendo la representación con el 37.307% de los votos.